# Guerre en Amhara
Le 6 avril 2023, le gouvernement du premier ministre Abiy Ahmed prend la décision d'intégrer les "forces spéciales régionales" (forces paramilitaires commandées par les gouvernements régionaux éthiopiens) à l'armée fédérale. Cette décision provoque de vives tensions en région Amhara où une partie de la population considère cette dissolution comme, entre autres, une atteinte à l'autonomie de leur région. Le 1er août 2023, après plusieurs mois de tensions, les affrontements opposant des miliciens nationalistes amharas, appelés Fano, et les Forces de défense nationale éthiopiennes (FDNE) augmentent en intensité dans plusieurs endroits de la région Amhara, en Éthiopie. Les principales villes du pays, comme Debre Tabor ou Gondar, sont le théâtre de combats. Les campagnes amharas sont dans leurs grandes majorités contrôlées par les miliciens Fano. Cette situation amène le gouvernement fédéral éthiopien à déclarer le 4 août un état d'urgence de 6 mois dans la région et à mener, sur demande du gouvernement régional, une opération militaire qui a pour but de reprendre le contrôle de la majorité des villes de la région ainsi que des principaux axes de communications.

## Contexte
Le 6 avril 2023, le gouvernement fédéral éthiopien déclare l'intégration de toutes les « forces spéciales régionales » à l'armée fédérale. Cette décision est particulièrement mal accueillie dans la région Amhara où elle est considérée comme une trahison, notamment en raison de l'aide cruciale qu'avait auparavant apporté ces unités paramilitaires à l'armée éthiopienne dans sa guerre contre la région voisine du Tigré. De plus cette dissolution se produit dans un contexte de tensions ethniques très importantes résultant entre autres de l'occupation par la région Amhara de la zone de Mi'irabawi appartenant juridiquement au Tigré. Dans ce contexte beaucoup d'amharas considèrent les forces spéciales régionales comme indispensables pour défendre leur région. D'autant plus que beaucoup n'ont pas confiance en la capacité et en la volonté du gouvernement fédéral à garantir la sécurité et à protéger les intérêts de la région Amhara.
Peu de temps après l'annonce de leur démantèlement, de nombreux membres des forces spéciales amharas désertent et rejoignent la milice Fano. Dans le même temps, de grandes manifestations dégénérant parfois en affrontement avec la police ont lieu dans la plupart des villes de la région.

## Déroulement

### Offensive de la milice Fano
Juste après la décision du gouvernement éthiopien d'intégrer les forces spéciales à l'armée fédérale, des affrontements d'intensité variable éclatent dans toute la région Amhara. Ces affrontements gagnent en intensité durant les mois suivant jusqu'à prendre une nouvelle dimension en août. Le 2 août, la milice Fano prend le contrôle de Lalibela. Le vice-Premier ministre fédéral Demeke Mekonnen déclare que les problèmes de sécurité dans différentes zones de la région Amhara deviennent « préoccupants ». Le lendemain, les autorités loyalistes de la région Amhara demandent une intervention militaire fédérale. Le président de la région Yilkal Kefale déclare que, « si les combats continuent, ce sera l’anarchie dans notre province ».
Durant les jours suivant, les principales villes de la région, comme Gondar ou Debre Tabor, sont le théâtre de violents combats entre l'armée fédérale et les Fanos. La majorité des zones rurales de la région Amhara semblent progressivement échapper au contrôle de l'armée éthiopienne qui se retranche dans les villes où, d'après plusieurs témoins, elle n'hésite pas à utiliser des armes lourdes comme de l'artillerie pour repousser les insurgés. Le 4 août, le gouvernement décrète l'état d'urgence pour 6 mois dans la région Amhara. Le premier ministre Abiy Ahmed justifie cette décision en expliquant qu'il était devenu « nécessaire de déclarer l’état d’urgence » en raison de la difficulté de contrôler la situation avec la « loi actuelle ». À cette date, les troupes éthiopiennes semblent avoir perdu le contrôle de la majorité de la région à l'exception des villes où elles sont assiégées.
Le directeur général de l'Agence de sécurité des réseaux d'information, Temesgen Tiruneh, déclare le 6 août que les miliciens amharas ont capturé des villes, libéré des prisonniers et pris le contrôle d'institutions gouvernementales. Le 7 août, le gouvernement éthiopien reconnaît avoir perdu le contrôle de certaines villes et districts de la région. Le 8 août, la compagnie aérienne Ethiopian Airlines interrompt ses liaisons vers Gondar, Lalibela, Dessie, et Baher Dar en raison des combats qui ont lieu dans ces villes. Dans le même temps les forces de sécurité éthiopiennes procèdent à plusieurs arrestations de personnes liées à la « crise sécuritaire ».

### Contre-offensive des Forces de défense nationale éthiopiennes
Après plusieurs jours de combats entre l’armée fédérale et les insurgés, le gouvernement éthiopien annonce le 9 août que les grandes villes de la région Amhara ont été « libérées de la menace des bandits ». Cette déclaration est confirmée par des habitants de diverses villes de la région, interrogés par l'AFP, qui font également état de la progression des forces éthiopiennes. Le gouvernement éthiopien ne communique aucun bilan officiel des combats mais deux médecins de Baher Dar et de Gondar font état de nombreux civils tués ou blessés dans les récents combats.
Un milicien de Fano déclare à Reuters que les FDNE étaient accompagnés de la police antiémeute et de miliciens pro-gouvernementaux et avaient notamment fait usage de blindés pour reprendre la région. Le 9 août, Ethiopian Airlines annonce reprendre les vols en direction de la région Amhara. Plusieurs habitants de la région déclarent que la situation est redevenue calme mais signalent tout de même que, bien que chassés des villes, les miliciens Fanos restent présent dans les campagnes, notamment dans les zones du Debub Wollo et du Semien Gondar.

## Réactions
Les États-Unis se disent « profondément préoccupés » par la violence dans la région Amhara[Quand ?]. En parallèle, l'Espagne et le Royaume-Uni déconseillent à leurs citoyens de rendre dans la région. Le directeur général de l'OMS, Tedros Adhanom, déclare le 7 août que, dans la région, « l'accès humanitaire est difficile en raison du blocage des routes et la communication difficile en raison de la suspension d'Internet ». Il appelle à « un accès et à une protection ininterrompus des soins de santé à Amhara, afin que l'OMS et ses partenaires puissent poursuivre leur travail. », et conclut en réclamant la paix.